# Divorzio all'italiana
Divorzio all'italiana è un film italiano del 1961 diretto da Pietro Germi. Presentato in concorso al Festival di Cannes 1962, vinse il premio come miglior commedia, e ottenne anche tre candidature all'Oscar vincendo la statuetta per la miglior sceneggiatura originale. 
Considerato come uno dei film più rappresentativi del genere della commedia all'italiana, costituisce una trilogia sulla società italiana e i suoi costumi insieme a Sedotta e abbandonata (1964) e Signore & signori (1966) con il quale fa parte della lista 100 film italiani da salvare.

## Trama
Nella città siciliana di Agramonte vive il barone Ferdinando Cefalù, detto Fefè. L'uomo è coniugato da dodici anni con l'assillante Rosalia, una donna ardente d'amore per lui, ma per la quale ha perso ogni attrazione. Nel frattempo si è innamorato della propria cugina, la sedicenne Angela: la legge italiana non ammette ancora il divorzio, ma è invece previsto ancora il delitto d'onore, un caso di omicidio punito con una pena più mite e molto frequente in Sicilia. Fefè tenta allora disperatamente di trovare alla moglie un amante, per poterli sorprendere insieme, ucciderli, usufruire del beneficio del motivo d'onore e, una volta scontata la lieve pena, sposare finalmente l'amata. 
Non ci riesce, ma la sorte gli viene incontro.
In seguito a un litigio con il marito, Rosalia, sentendosi abbandonata, cerca conforto in Carmelo Patanè, un suo vecchio spasimante creduto morto in guerra e poi tornato. Fefè, venuto a sapere della vecchia relazione, favorisce gli incontri e spia i potenziali adulteri, finché un giorno scopre che si sono finalmente dati appuntamento per l'indomani, in occasione dell'arrivo in città del film La dolce vita, che richiama al cinema l'intero paese. Il barone va al cinema, ma nel mezzo della proiezione rincasa, allo scopo di sorprendere gli amanti. Costoro, però, anziché consumare il tradimento, si danno alla fuga.
Venuta a mancare la flagranza, che avrebbe potuto giustificare lo stato d'ira richiesto dalla norma sul delitto d'onore, Fefè si finge malato e incapace di reagire. Si attira così il disprezzo di tutti i concittadini, intenzionalmente, per creare condizioni di disonore sufficienti a giustificare comunque il suo impulsivo gesto. 

Marcello Mastroianni e Stefania Sandrelli in una scena

Nel frattempo lo zio di Ferdinando, Calogero, padre di Angela, muore d'infarto scoprendo casualmente la tresca della figlia con il nipote: al funerale fa la sua apparizione anche Immacolata, moglie di Patanè, che umilia pubblicamente Ferdinando, sputandogli in faccia.
Grazie a don Ciccio Matara, boss locale, il barone viene a conoscenza del luogo dove sono nascosti i fuggiaschi. Giunto sul posto, trova invece soltanto Immacolata, che ha già vendicato il suo onore uccidendo il marito Patanè. A lui non "resta" allora che fare altrettanto con Rosalia. 
Condannato a tre anni di carcere, sconta una pena inferiore beneficiando di un'amnistia e torna infine in paese, dove finalmente sposa la bella Angela. Ma, dopo pochi mesi, in viaggio di nozze qualcosa mette già in dubbio la felicità dell'unione: nella scena finale Angela, sdraiata sul ponte di una barca, bacia il neomarito Fefè, mentre con un piede carezza quello del giovane timoniere.

## Produzione

### Sceneggiatura
La sceneggiatura del film fu scritta da Ennio De Concini, Pietro Germi, Alfredo Giannetti e Agenore Incrocci, quest'ultimo non indicato nei titoli di testa.

### Riprese
La gran parte delle riprese della città fittizia di Agramonte fu girata nel comune di Ispica, in provincia di Ragusa, nella Sicilia sud-orientale. Altre scene sono state girate nel Ragusano (interno chiesa dentro il Duomo di San Giorgio di Ragusa Ibla) e nel Catanese (scene vista mare al porto di Ognina e scene del cinematografo dentro il teatro Bellini di Adrano).

### Doppiaggio
Sia Stefania Sandrelli sia Daniela Rocca furono doppiate da Rita Savagnone.

## Critica
Con questo film Pietro Germi, dai toni più drammatici dei primi film della sua carriera, passa alla commedia e alla satira. Il successo fu tale che fu proprio parafrasando il titolo di questo film che venne coniato il termine "commedia all'italiana", genere che caratterizzò gran parte della produzione cinematografica italiana degli anni sessanta e settanta del Novecento.
Con un classico schema da commedia all'italiana, Germi adatta e trasforma il romanzo di Giovanni Arpino Un delitto d'onore - in origine appunto una vicenda drammatica ambientata nell'Irpinia degli anni venti - in un ironico e godibilissimo ritratto della mentalità e delle pulsioni di una certa Sicilia di provincia, soprattutto prendendo di mira con un sarcasmo a volte feroce la mancanza di una legge sul divorzio (che arriverà nel 1970), e soprattutto l'articolo 587 del codice penale che regolava il delitto d'onore, che verrà abolito venti anni dopo.
Ne scaturisce una commedia graffiante, retta magistralmente da Marcello Mastroianni, da comprimari di livello come Leopoldo Trieste e Daniela Rocca, e da una giovane Stefania Sandrelli che, grazie a questo film, avrà grande notorietà. Considerato uno dei migliori film della commedia all'italiana, costituirà un modello per molti altri film che negli anni successivi tenteranno di ritrarre ironicamente la mentalità e i costumi dell'Italia meridionale.
Il film è stato inserito nella lista dei 100 film italiani da salvare. Nel 1962 il National Board of Review of Motion Pictures l'ha inserito nella lista dei migliori film stranieri dell'anno.

## Premi e riconoscimenti
- 1963 - Premio Oscar
  - Miglior sceneggiatura originale a Pietro Germi, Ennio De Concini e Alfredo Giannetti
  - Candidatura Miglior regia a Pietro Germi
  - Candidatura Miglior attore protagonista a Marcello Mastroianni
- 1963 - Golden Globe
  - Miglior film straniero (Italia)
  - Miglior attore in un film commedia o musicale a Marcello Mastroianni
- 1963 - BAFTA Awards
  - Miglior attore straniero a Marcello Mastroianni
  - Candidatura Miglior film straniero (Italia)
  - Candidatura Miglior attrice straniera a Daniela Rocca
- 1962 - Nastro d'argento
  - Miglior soggetto originale a Pietro Germi, Alfredo Giannetti e Ennio De Concini
  - Migliore sceneggiatura a Pietro Germi, Alfredo Giannetti e Ennio De Concini
  - Miglior attore protagonista a Marcello Mastroianni
  - Candidatura Regista del miglior film a Pietro Germi
  - Candidatura Miglior produttore a Franco Cristaldi
  - Candidatura Migliore scenografia a Carlo Egidi
- 1962 - Globo d'oro
  - Miglior film a Pietro Germi e Franco Cristaldi
- 1962 - Festival di Cannes
  - Prix de la meilleure comédie a Pietro Germi
  - Candidatura Palma d'oro a Pietro Germi

## Citazioni e omaggi
- In occasione dei 50 anni dalla vittoria dell'Oscar, a Ispica (l'Agramonte del film) sono state fatte rivivere, in chiave teatrale, alcune scene celebri del film (tra cui la scena del corteo funebre con la banda al seguito oppure il finale sulla barca) interpretate da comparse locali e attori professionisti del teatro di Modica[9].
- Nel 2017 Teatro in Mostra ha prodotto un adattamento teatrale del film di Germi, su drammaturgia di Magdalena Barile e con la regia di Luca Ligato.